# Ingouville
Ingouville é uma comuna francesa na região administrativa da Normandia, no departamento de Sena Marítimo. Estende-se por uma área de 7,82 km². Em 2010 a comuna tinha 286 habitantes (densidade: 36,6 hab./km²).